# Soknopaiou Nesos
Soknapaiou Nesos is een Grieks-Romeinse stad in de Fajoem. Tegenwoordig heet de plek Dimai en ligt 27 km van Kom Aushim.

## De archeologische site
In Dimai liggen de ruïnes van een Grieks-Romeinse stad, Soknopaiou Nesos of Krokodillengod-eiland. Het werd gebouwd ten tijde van de Ptolemaeën, toen was het geen eiland meer en het water werd zout. De site bevat een grote tempel van Soknopaios (Sobek neb Pai) en een processieweg van de stad naar de tempel.